# Дом Врангеля
Дом Врангеля — здание в Ростове-на-Дону, построенное в 1885 году по проекту архитектора Н. А. Дорошенко. В этом доме провёл детские и юношеские годы один из главных руководителей Белого движения Пётр Николаевич Врангель. Дом Врангеля имеет статус объекта культурного наследия регионального значения. В настоящее время здание отреставрировано и продаётся .

## История
Особняк в Казанском (ныне Газетном) переулке был построен в 1885 году по проекту архитектора Николая Александровича Дорошенко. Дом сперва принадлежал различным владельцам, но вскоре его выкупил барон Николай Егорович Врангель.
С 1890 по 1897 годы семья Врангель проживала в этом доме, затем переехала в Петербург.
Николай Егорович был учёным-искусствоведом, писателем и коллекционером антиквариата. Его супруга Мария Дмитриевна известна как инициатор открытия первой ростовской женской воскресной школы. Их старший сын, Пётр Николаевич Врангель, стал одним из лидеров Белого движения в годы Гражданской войны. Младший сын — историк искусства Николай Врангель.
После прихода советской власти здание было национализировано и в нём разместился детский сад № 68 «Огонёк». В 1990-х годах детский сад был закрыт и с тех пор здание находилось в запустении. Постановлением Главы Администрации Ростовской области № 411 от 9 октября 1998 года дом Врангеля был взят под государственную охрану как объект культурного наследия регионального значения. В 2006 году пустующее здание было безвозмездно передано Ростовской епархии в аренду с условием проведения работ по его восстановлению. Епархия планировала провести реставрацию здания и устроить в нём просветительский центр и музей. В 2011 году в доме планировалось создание музея А. И. Солженицына, экспозиция которого была бы посвящена эпохе, созвучной обоим деятелям. Однако найти средства на реставрацию дома Врангеля в Ростовской епархии не смогли. Только в 2012 году была заменена кровля и установлены временные стеклопакеты. В целом и общем за прошедшие шесть лет здание пришло в крайне плачевное состояние. В сентябре 2011 года у здания была проведена общественная акция по привлечению внимания к состоянию архитектурного памятника. В марте 2013 года Ростовская епархия продала дом Врангеля за 9 миллионов рублей. На вырученные средства Епархия провела реставрацию собора Рождества Пресвятой Богородицы. Новым собственником здания стало ООО «Управление механизации».
В 2015 году на совещании городской администрации поднимался вопрос о сносе дома и возведении его копии на прежнем месте. Восстановление памятника архитектуры оценивалось в 130 млн рублей, постройка копии ― лишь в 20. Идея сноса здания была решительно раскритикована представителями общественности.
В 2016 году планировалось провести реконструкцию здания и устроить в нём молодёжный клуб. По предварительным оценкам затраты на реконструкцию должны были составить около 115 миллионов рублей.
После реставрации дом должен будет стать музеем Врангеля. По словам Сергея Горбаня, главы администрации города Ростов-на-Дону, реставрационные работы, скорее всего, должны будут быть проведены инвестором, а городские власти арендуют отремонтированное здание, в котором развернётся экспозиция, посвященная генералу и периоду истории конца XIX ― начала XX века. По мнению властей, это могло бы послужить на пользу городу в плане его привлекательности для туристов.
По состоянию на начало 2017 года, здание так и не было окончательно отреставрировано и, более того, подверглось акту вандализма.
В декабре 2021 года дом был полностью отреставрирован.

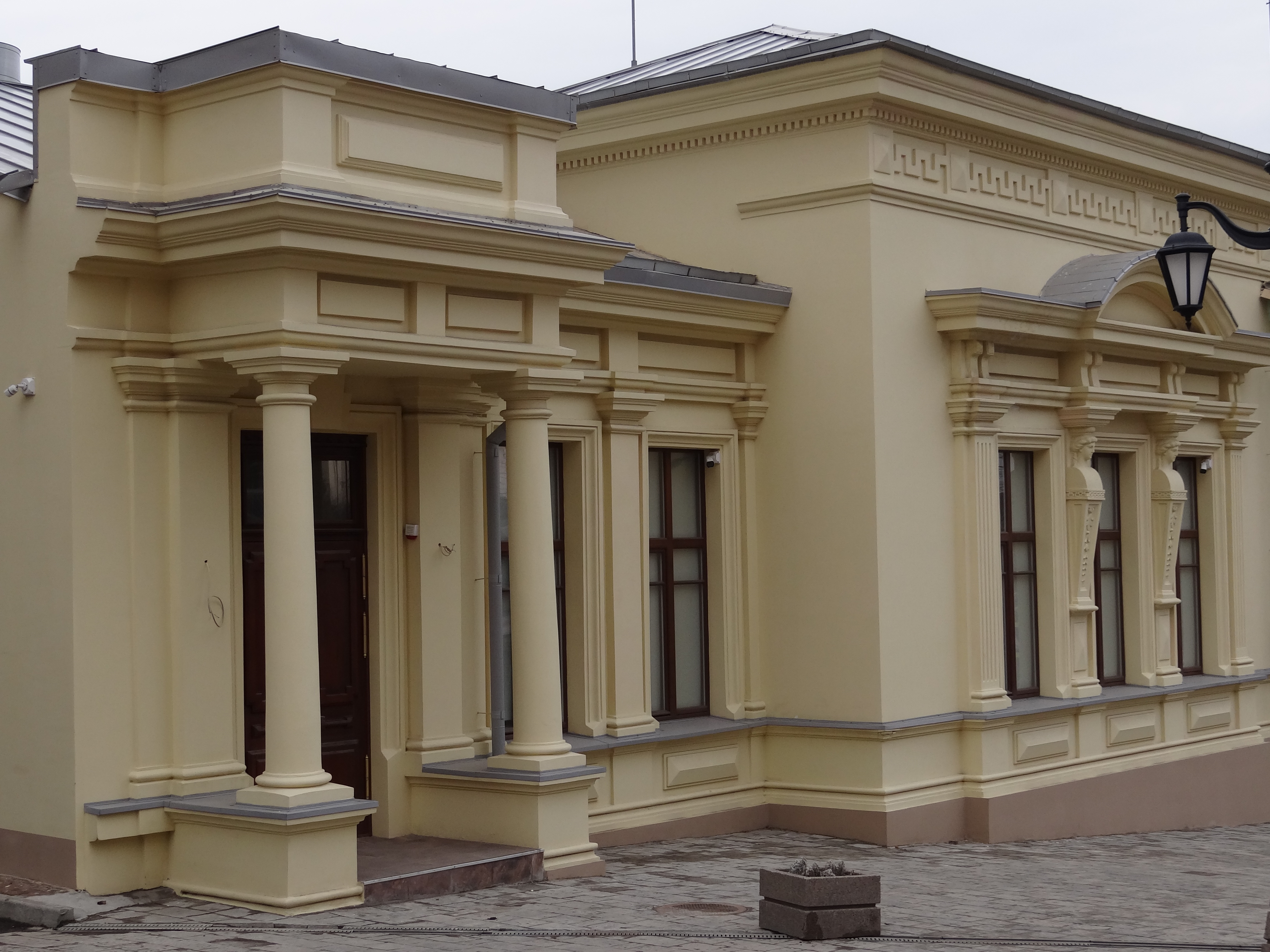
Отреставрированный дом Врангеля.

## Архитектура и оформление
Главный фасад здания, выходящий на Газетный переулок, имеет богатый декор. Он разделён на различные по функциональному назначению помещения: жилые и вспомогательные. Главный вход акцентирован двухколонным дорическим портиком, увенчанным прямоугольным аттиком. В интерьере частично сохранилась старинная лепнина.